# Delémont (stacja kolejowa)
Delémont (fr.: Gare de Delémont) – stacja kolejowa w Delémont, w kantonie Jura, w Szwajcarii. Otwarta w 1875 roku stacja jest własnością i jest zarządzana przez SBB-CFF-FFS. Stanowi ona część linia kolejowaej Jura (Bazylea SBB-Biel/Bienne), a także linii Delémont-Delle, transgranicznego połączenia z Francją.
Ze względu na swoje znaczenie historyczne lokomotywownia Delémont została uznana za dobro kultury o znaczeniu narodowym.

## Usługi
Stacja oferuje szereg usług, takich jak sprzedaż biletów, Western Union, kawiarnia, kiosk i sklepy.